# Parafia św. Józefa Oblubieńca w Grudziądzu
Parafia Świętego Józefa Oblubieńca w Grudziądzu – parafia rzymskokatolicka w diecezji toruńskiej, w dekanacie Grudziądz II, z siedzibą w Grudziądzu. Erygowana 1 stycznia 2006.

## Historia
Osiedle Mniszek należało do parafii św. Andrzeja Boboli w Pieńkach Królewskich. W związku z rozbudową osiedla, powstała potrzeba budowy nowego kościoła. W 1983 parafia wzięła w użytkowanie wieczyste grunt, a 4 czerwca tego roku uzyskała pozwolenie na budowę. Kompleks sakralny został zaprojektowany przez Andrzeja Kohnke. W 1983 roku rozpoczęto budowę kaplicy i salek katechetycznych, które ukończono w październiku 1984.
W 1986 roku wmurowano kamień węgielny pod budowę kościoła. Pierwszą mszę odprawiono w Boże Narodzenie w 1997 roku. Konsekracja nowego kościoła odbyła się 29 października 2000 roku.
Od 1 stycznia 2006 wydzielono nową parafię z terenów parafii w Małym Rudniku.

## Proboszczowie
- ks. kan. Józef Lipski (2006–2015)
- ks. kan. Zdzisław Syldatk (2015–2018)
- ks. kan. Bogdan Tułodziecki (od 2018)[3]

## Ulice należące do parafii
- Beskidzka, Chełmońskiego, Ceynowy, Dobrzyńska, Gierymskiego, Jeziorna, Kaszubska, Kujota, Kujawska, Lubuska, Mazowiecka, Mazurska, Pałucka, Pocztowa, Podlaska, Podhalańska, Pomorska, Puszkina, Sportowców, Sudecka, Szosa Toruńska, Śląska, Tatrzańska, Tuwima, Wyczółkowskiego, Ziemi Chełmińskiej, Żuławska